# 미우라반도

미우라반도의 위치

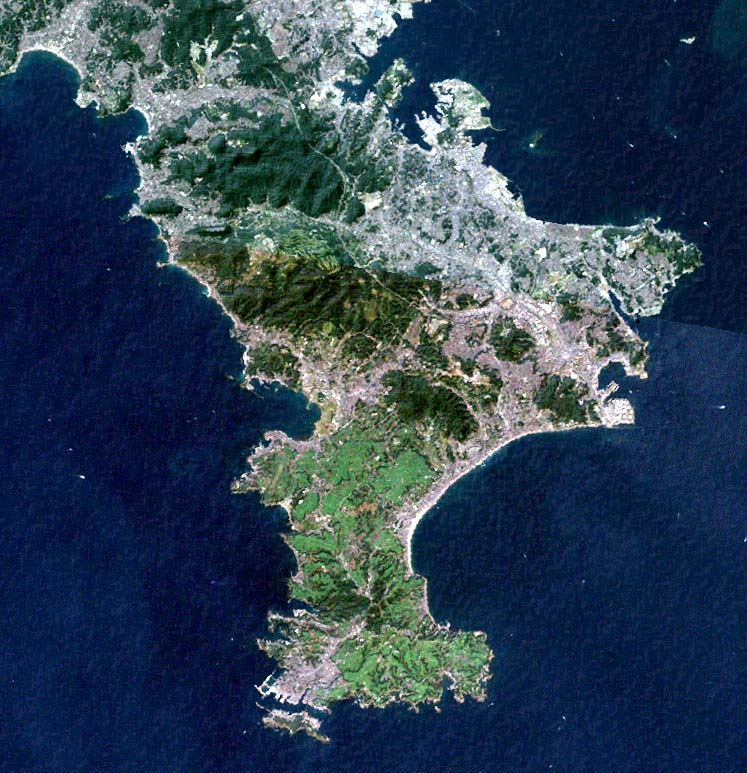
미우라반도의 위성 사진

미우라반도(일본어: 三浦半島)는 일본 가나가와현에 있는 반도이다. 도쿄와 요코하마의 남쪽에 놓여있고 동쪽으로 도쿄만과 서쪽으로 사가미만을 나눈다. 미우라반도의 시와 정으로는 요코스카시, 미우라시, 하야마정, 즈시시, 가마쿠라시가 있다.

## 쓰루기곶
쓰루기곶에는 1871년에 처음 불을 밝힌 일본에서 가장 오래된 서양식 등대가 있다. 반도는 도쿄 시민들의 인기있는 관광지이다.